# Brother, Can You Spare a Dime?
Brother, Can You Spare a Dime? est une chanson écrite en 1930. Les paroles sont de Yip Harburg et la musique, de Jay Gorney (en). Il s'agit d'une des chansons américaines les plus célèbres de l'époque de la Grande Dépression, notamment dans ses interprétations par Bing Crosby et Rudy Vallée, toutes deux parues en 1932.

## Versions
- Bing Crosby en single (1932)
- Rudy Vallée & His Connecticut Yankees en single (1932)
- The Dave Brubeck Quartet sur l'album Brubeck Time (1955)
- Peter, Paul & Mary sur l'album See What Tomorrow Brings (1965)
- Judy Collins sur l'album Judith (1975)
- George Michael sur l'album Songs from the Last Century (1999)
- Tom Waits sur l'album Tales from the Riverside (2001)[1]